# Peter Pettersson
Peter Per Arne Robert Frans Pettersson, född 26 oktober 1951, är en svensk före detta politisk tjänsteman (vänsterpartiet kommunisterna) och chefredaktör.

## Biografi
Peter Pettersson var partiledaren Lars Werners personlige sekreterare och talskrivare 1979-1988. Han var chefredaktör för partiets tidning Ny Dag från 1989 till tidningens nedläggning 1990. Han lämnade partiet 1990 och omvandlade sin fritidssysselsättning – fårskötsel – till  yrke, och är sedan dess fåraherde i Hellvi socken på Gotland. Han skriver och ritar satiriska teckningar som han efter Henrik Bernhard Palmær kallat ”Persiflager” och sedan 2020 "Dagens anteckning".

## Ställningstagande vid vpk:s vägval
Efter att vänsterpartiet kommunisternas 29:e kongress bytt namn till vänsterpartiet i maj 1990 lämnade Peter Petterson partiet i protest mot att Ny Dag lades ner. Han tillhörde förnyarna inom vpk som hade stött namnbytet, men menade att partiet trots kongressbesluten inte förändrats, och att den kommunistiska traditionen var fortsatt bestämmande. Han hävdade att Ny Dag lades ner av politiska skäl med ekonomiska argument som svepskäl, eftersom det i grunden oreformerade partiet inte ville ha den fria röst, som han hade omvandlat Ny Dag till. I valet 1991 röstade han på socialdemokraterna.